# Торо Руйлова, Хосе Давид
Хосе Давид Торо Руилова (исп. José David Toro Ruilova; 24 июня 1898 — 25 июля 1977) — полковник боливийской армии, член главного командования во время Чакской войны (1932—1935). Президент Боливии в 1936—1937 годах, с его правлением связывают начало периода так называемого «социалистического милитаризма».

## Биография
Окончил военную школу в Ла-Пасе. В правительстве Эрнандо Силеса Рейеса занимал пост министра общественных работ и коммуникаций.
В результате следующего переворота против президента Хосе Луиса Техады Сорсано (16 мая 1936), который совершили сторонники Хосе Торо во главе с майором Херманом Бушем, был создан революционный комитет. Инициировал экспроприацию «Standard Oil» (март 1937 г.), что способствовало росту заработной платы, также создал Министерство труда. Принял меры по упорядочению трудового законодательства.
Экономические трудности вызвали постепенное сворачивание правительственных программ и отказ от некоторых радикальных левых требований. Это привело к недовольству в военных кругах и было одной из причин очередного переворота (13 июля 1937). Эмигрировал в Чили, где скончался спустя 40 лет.